# Skagerrak
Skagerrak – jedna z cieśnin położonych między Danią (Półwysep Jutlandzki) a Szwecją i Norwegią (Półwysep Skandynawski). Poprzez Cieśniny Bałtyckie – Kattegat, Sund i Wielki Bełt – łączy Morze Północne z Morzem Bałtyckim.

## Charakterystyka
- długość: 300 km[1]
- szerokość: od 110 do 130 km[1]
- głębokość: do 725 m[2]

W miejscach, gdzie jej wody pokrywają polodowcową rynnę norweską, jest znacznie głębsza niż wody Morza Północnego (średnia gł. 100 m).

### Granice
Międzynarodowa Organizacja Hydrograficzna wyznacza jej akwen w następujący sposób:
- granica zachodnia – linia pomiędzy Hanstholm (57°07′N 8°36′E) w Danii i Lindesnes (58°N 7°E) w Norwegii,
- granica południowo-wschodnia – linia łącząca duńskie Skagen z Paternosterskären (57°54′N 11°27′E) i dalej do Tjörn (północna granica Kattegat).

## Nazwa
Nazwa cieśniny wywodzi się od najbardziej na północ wysuniętej europejskiej części Danii – Skagen.

## Historia
Podczas I wojny światowej na wodach Morza Północnego na wysokości cieśniny miało miejsce wielkie starcie flot liniowych, tzw. bitwa jutlandzka, co zostało utrwalone w niemieckiej nazwie tego zdarzenia (niem. Skagerrakschlacht).